# 古亭區
古亭區為臺北市舊行政區之一，區名源自區內地名「古亭庄」，位於臺灣臺北市西南方，呈長條狀由西北向東南延伸，東南端海拔122公尺的蟾蜍山為本區最高點，其餘為平原。新店溪沿岸地勢低窪，過去常有水患，後築有高12.2公尺的堤坊防範。1990年裁撤併入新設之中正區、萬華區以及鄰接之大安區。

## 現況
原古亭區目前分屬3個行政區：
- 西側[a]—馬場町（青年公園、南機場）西半部：與龍山區、雙園區、城中區西門外區域組成萬華區。
- 中央[b]—古亭西半部、公館西半部、南門外及南機場東半部：與城中區、雙園區廈安里組成中正區。
- 東側[c]—古亭東半部、公館東半部（臺灣大學、臺灣科技大學周邊）：併入大安區。

## 歷史
- 荷蘭統治時期、清領初期尚無建置，記為巴賽族「了阿八里社」活動區域（Rieuwwerowar，清康熙時記有若釐社，後世多作龍匣口社）[2]。
- 1740年：乾隆5年屬淡水海防廳淡水保永興庄。乾隆25年屬淡水廳淡水保古亭庄、內埔仔庄。嘉慶年間改隸淡水廳大加蠟堡。同治年間屬大加蠟堡古亭庄、林口庄[2]。
- 1879年：屬臺北府淡水縣大加蠟堡頂崁庄、龍匣口庄、古亭庄、林口庄、頂下內埔庄[2]。
- 1895年：日治初期原臺北府改設臺北縣，1901年臺北縣裁撤，改隸臺北廳[2]。
- 1909年：屬臺北廳直轄古亭村區之大加蚋堡崁頂庄、龍匣口庄、古亭庄、林口庄、頂內埔庄[2]。
- 1920年：臺北州及臺北市設立，庄改制為大字。1922年町名改正，新榮町、千歲町、兒玉町、佐久間町、南門町、龍口町、馬場町、川端町、古亭町、水道町、富田町在戰後古亭區轄內。
- 1946年：戰後合併新榮町、千歲町、兒玉町、佐久間町、南門町、龍口町、馬場町、川端町、古亭町、水道町、富田町為古亭區。
- 1990年：臺北市行政區重劃，古亭區與城中區合併成中正區，羅斯福路以東併入大安區、中華路以西併入萬華區。

## 地理位置
北接城中區、東面為大安區，南瀕新店溪、景美區，西鄰雙園區，西北為龍山區。

## 行政區劃
| 愛 國 里 花圃里 南 門 里 華 林 里 龍 福 里 向 營 里 新 隆 里 南 市 里 自治里 龍 津 里 龍 口 里 龍 興 里 龍光里 永 儀 里 永 順 里 螢 圃 里 板溪里 頂 東 里 新 店 里 林 德 里 古 亭 里 國 校 里 大學里 文 盛 里 農 場 富 源 水 源 里 富 水 里 嘉 禾 里 林 興 里 河 堤 里 堤 苑 里 螢塘里 清 溪 里 網 溪 里 螢雪里 永 功 里 永 寬 里 永 昌 里 忠 義 里 球 場 里 新 和 里 久 新 里 忠 貞 里 久安里 自力里 崇 仁 里 靜 安 里 騰 霄 a b c d e a：新勝里 b：忠信里 c：忠勤里 d：忠恕里 e：凌雲里 |

| 臺北州臺北市 | 臺北州臺北市 | 古亭區      | 古亭區     | 古亭區     | 古亭區     | 古亭區     | 古亭區 | 古亭區      | 古亭區     | 中正區 萬華區 大安區 |
| 庄           | 1922年 4月   | 1947年 12月 | 1951年 8月 | 1953年 2月 | 1962年 9月 | 1968年 7月 | 1973年 | 1974年 12月 | 1981年 4月 | 中正區 萬華區 大安區 |
| ------------ | ------------ | ----------- | ---------- | ---------- | ---------- | ---------- | ------ | ----------- | ---------- | -------------------- |
| 龍 匣 口     | 南門町       | 南門里      | 南門里     | 南門里     | 南門里     | 南門里     | 南門里 | 南門里      | 南門里     | 南門里*              |
| 龍 匣 口     | 南門町       | 南門里      | 南門里     | 愛國里     | 愛國里     | 愛國里     | 愛國里 | 愛國里      | 愛國里     | 愛國里               |
| 龍 匣 口     | 龍口町       | 南門里      | 南興里     | 南興里     | 南興里     | 南興里     | 南興里 | 南興里      | 愛國里     | 愛國里               |
| 龍 匣 口     | 龍口町       | 南門里      | 南興里     | 花圃里     | 花圃里     | 花圃里     | 花圃里 | 花圃里      | 花圃里     | 南門里*              |
| 龍 匣 口     | 兒玉町       | 華林里      | 華林里     | 華林里     | 華林里     | 華林里     | 華林里 | 華林里      | 華林里     | 龍福里               |
| 龍 匣 口     | 兒玉町       | 龍福里      | 龍福里     | 龍福里     | 龍福里     | 龍福里     | 龍福里 | 龍福里      | 龍福里     | 龍福里               |
| 龍 匣 口     | 佐久間町     | 龍津里      | 龍津里     | 龍津里     | 龍津里     | 龍津里     | 龍津里 | 龍津里      | 龍津里     | 龍福里               |
| 龍 匣 口     | 佐久間町     | 龍津里      | 龍津里     | 龍津里     | 龍津里     | 龍津里     | 龍津里 | 龍津里      | 龍津里     | 南福里               |
| 龍 匣 口     | 兒玉町       | 南市里      | 南市里     | 南市里     | 南市里     | 南市里     | 南市里 | 南市里      | 南市里     |                      |
| 古亭         | 兒玉町       | 自治里      | 自治里     | 自治里     | 自治里     | 自治里     | 自治里 | 自治里      | 自治里     |                      |
| 龍 匣 口     | 千歲町       | 龍匣里      | 龍匣里     | 龍匣里     | 龍匣里     | 龍匣里     | 龍匣里 | 龍匣里      | 自治里     |                      |
| 龍 匣 口     | 千歲町       | 向營里      | 向營里     | 龍潭里     | 龍潭里     | 龍潭里     | 龍潭里 | 龍潭里      | 向營里     | 新營里               |
| 龍 匣 口     | 千歲町       | 向營里      | 向營里     | 向營里     | 向營里     | 向營里     | 向營里 | 向營里      | 向營里     | 新營里               |
| 龍 匣 口     | 新榮町       | 新隆里      | 新隆里     | 新隆里     | 新隆里     | 新隆里     | 新隆里 | 新隆里      | 新隆里     | 新營里               |
| 龍 匣 口     | 龍口町       | 龍口里      | 龍口里     | 龍口里     | 龍口里     | 龍口里     | 龍口里 | 龍口里      | 龍口里     | 龍光里               |
| 龍 匣 口     | 龍口町       | 龍光里      | 龍光里     | 龍光里     | 龍光里     | 龍光里     | 龍光里 | 龍光里      | 龍光里     | 龍光里               |
| 龍 匣 口     | 龍口町       | 龍興里      | 龍興里     | 龍興里     | 龍興里     | 龍興里     | 龍興里 | 龍興里      | 龍興里     | 龍光里               |
| 龍 匣 口     | 龍口町       | 龍興里      | 龍興里     | 龍興里     | 龍興里     | 龍興里     | 龍興里 | 龍興里      | 龍興里     | 龍興里               |
| 崁 頂        | 馬場町       | 永儀里      | 永儀里     | 永儀里     | 永儀里     | 永儀里     | 永儀里 | 永儀里      | 永儀里     |                      |
| 崁 頂        | 馬場町       | 永儀里      | 永儀里     | 永順里     | 永順里     | 永順里     | 永順里 | 永順里      | 永順里     |                      |
| 崁 頂        | 馬場町       | 永儀里      | 永儀里     | 永順里     | 永順里     | 永順里     | 永順里 | 永順里      | 永順里     | 永功里*              |
| 崁 頂        | 馬場町       | 永儀里      | 永儀里     | 永順里     | 永順里     | 永順里     | 永順里 | 永順里      | 永順里     | 螢雪里*              |
| 崁 頂        | 馬場町       | 永儀里      | 永儀里     | 忠義里     | 忠義里     | 忠義里     | 忠義里 | 忠義里      | 忠義里     | 忠勤里               |
| 加 蚋 子     | 馬場町       | 永儀里      | 永儀里     | 忠義里     | 忠義里     | 忠勤里     | 忠勤里 | 忠勤里      | 忠勤里     | 忠勤里               |
| 加 蚋 子     | 馬場町       | 永儀里      | 永儀里     | 忠義里     | 忠義里     | 忠勤里     | 忠愛里 | 忠愛里      | 忠勤里     | 忠勤里               |
| 加 蚋 子     | 馬場町       | 永儀里      | 永儀里     | 忠義里     | 忠義里     | 忠勤里     | 忠恕里 | 忠恕里      | 忠恕里     | 忠勤里               |
| 加 蚋 子     | 馬場町       | 永儀里      | 永儀里     | 忠義里     | 忠義里     | 忠信里     | 忠信里 | 忠信里      | 忠信里     | 新忠里*              |
| 加 蚋 子     | 馬場町       | 永寬里      | 久安里     | 久安里     | 久安里     | 久安里     | 久安里 | 久新里      | 久新里     | 新安里               |
| 加 蚋 子     | 馬場町       | 永寬里      | 久安里     | 久安里     | 久安里     | 久安里     | 久安里 | 久安里      | 久安里     | 新安里               |
| 加 蚋 子     | 馬場町       | 永寬里      | 永寬里     | 永寬里     | 永寬里     | 凌雲里     | 凌雲里 | 凌雲里      | 凌雲里     | 新和里*              |
| 加 蚋 子     | 馬場町       | 永寬里      | 永寬里     | 永寬里     | 永寬里     | 球場里     | 球場里 | 球場里      | 球場里     | 凌霄里               |
| 崁 頂        | 馬場町       | 永寬里      | 永寬里     | 永寬里     | 永寬里     | 永寬里     | 永寬里 | 永寬里      | 永寬里     | 永昌里               |
| 崁 頂        | 馬場町       | 永寬里      | 永寬里     | 永昌里     | 永昌里     | 永昌里     | 永昌里 | 永昌里      | 永昌里     | 永昌里               |
| 崁 頂        | 馬場町       | 永寬里      | 永寬里     | 永功里     | 永功里     | 永功里     | 永功里 | 永功里      | 永功里     | 永功里*              |
| 崁 頂        | 馬場町       | 永寬里      | 騰霄里     | 騰霄里     | 騰霄里     | 騰霄里     | 騰霄里 | 騰霄里      | 騰霄里     | 騰雲里               |
| 加 蚋 子     | 馬場町       | 永寬里      | 騰霄里     | 騰霄里     | 騰霄里     | 騰霄里     | 騰霄里 | 騰霄里      | 騰霄里     | 騰雲里               |
| 靜安里       | 馬場町       | 永寬里      | 騰霄里     | 騰霄里     | 騰霄里     | 騰霄里     | 騰霄里 | 靜安里      | 日祥里     |                      |
| 新和里       | 馬場町       | 永寬里      | 新和里     | 新和里     | 崇仁里     | 崇仁里     | 崇仁里 | 崇仁里      | 日祥里     |                      |
| 新和里       | 馬場町       | 永寬里      | 新和里     | 新和里     | 新和里     | 新和里     | 新勝里 | 新勝里      | 新忠里*    |                      |
| 新和里       | 馬場町       | 永寬里      | 新和里     | 新和里     | 新和里     | 新和里     | 新和里 | 新和里      | 新和里*    |                      |
| 新和里       | 馬場町       | 永寬里      | 新和里     | 新和里     | 自力里     | 自力里     | 自力里 | 自力里      | 忠貞里     |                      |
| 新和里       | 馬場町       | 永寬里      | 新和里     | 忠貞里     | 忠貞里     | 忠貞里     | 忠貞里 | 忠貞里      | 忠貞里     |                      |
| 崁頂         | 馬場町       | 永成里      | 永成里     | 永成里     | 永成里     | 永成里     | 永成里 | 永成里      | 螢雪里     | 螢雪里*              |
| 古 亭        | 川端町       | 螢光里      | 螢光里     | 螢雪里     | 螢雪里     | 螢雪里     | 螢雪里 | 螢雪里      | 螢雪里     | 螢雪里*              |
| 古 亭        | 川端町       | 螢光里      | 螢光里     | 螢光里     | 螢光里     | 螢光里     | 螢光里 | 螢光里      | 螢圃里     | 螢圃里               |
| 古 亭        | 川端町       | 螢圃里      | 螢圃里     | 螢圃里     | 螢圃里     | 螢圃里     | 螢圃里 | 螢圃里      | 螢圃里     | 螢圃里               |
| 古 亭        | 川端町       | 螢塘里      | 螢塘里     | 螢塘里     | 螢塘里     | 螢塘里     | 螢塘里 | 螢塘里      | 螢塘里     | 螢圃里               |
| 古 亭        | 川端町       | 螢塘里      | 螢塘里     | 螢塘里     | 螢塘里     | 螢塘里     | 螢塘里 | 螢塘里      | 螢塘里     | 網溪里               |
| 古 亭        | 川端町       | 螢林里      | 螢林里     | 螢林里     | 螢林里     | 螢林里     | 螢林里 | 螢林里      | 網溪里     |                      |
| 古 亭        | 川端町       | 網溪里      | 網溪里     | 網溪里     | 網溪里     | 網溪里     | 網溪里 | 網溪里      | 網溪里     |                      |
| 古 亭        | 川端町       | 網溪里      | 網溪里     | 網溪里     | 網溪里     | 網溪里     | 網溪里 | 清溪里      | 清溪里     |                      |
| 古 亭        | 川端町       | 河堤里      | 河堤里     | 河堤里     | 河堤里     | 河堤里     | 河堤里 | 河堤里      | 河堤里     | 河堤里               |
| 古 亭        | 川端町       | 河堤里      | 河堤里     | 河堤里     | 河堤里     | 河堤里     | 河堤里 | 堤苑里      | 堤苑里     | 河堤里               |
| 古 亭        | 川端町       | 板溪里      | 板溪里     | 板溪里     | 板溪里     | 板溪里     | 板溪里 | 板溪里      | 板溪里     | 板溪里               |
| 古 亭        | 古亭町       | 福興里      | 福興里     | 福興里     | 福興里     | 福興里     | 福興里 | 福興里      | 板溪里     | 板溪里               |
| 古 亭        | 古亭町       | 頂東里      | 頂東里     | 頂東里     | 頂東里     | 頂東里     | 頂東里 | 頂東里      | 頂東里     | 頂東里               |
| 古 亭        | 古亭町       | 舊街里      | 舊街里     | 舊街里     | 舊街里     | 舊街里     | 舊街里 | 舊街里      | 頂東里     | 頂東里               |
| 古 亭        | 古亭町       | 杏林里      | 杏林里     | 杏林里     | 杏林里     | 杏林里     | 杏林里 | 杏林里      | 頂東里     | 頂東里               |
| 古 亭        | 古亭町       | 新店里      | 新店里     | 新店里     | 新店里     | 新店里     | 新店里 | 新店里      | 新店里     | 頂東里               |
| 古 亭        | 古亭町       | 古亭里      | 古亭里     | 古亭里     | 古亭里     | 古亭里     | 古亭里 | 古亭里      | 古亭里     | 古莊里*              |
| 林 口        | 水道町       | 亭東里      | 亭東里     | 亭東里     | 亭東里     | 亭東里     | 亭東里 | 亭東里      | 古亭里     | 古風里*              |
| 林 口        | 水道町       | 大學里      | 大學里     | 大學里     | 大學里     | 大學里     | 大學里 | 大學里      | 大學里     | 大學里               |
| 林 口        | 水道町       | 大學里      | 大學里     | 國校里     | 國校里     | 國校里     | 國校里 | 國校里      | 國校里     | 大學里               |
| 林 口        | 水道町       | 林口里      | 林口里     | 林口里     | 林口里     | 林口里     | 林口里 | 林口里      | 林興里     | 林興里               |
| 林 口        | 水道町       | 林口里      | 林口里     | 林口里     | 林口里     | 林口里     | 林口里 | 林興里      | 林興里     | 林興里               |
| 林 口        | 水道町       | 林口里      | 林口里     | 林口里     | 林口里     | 林口里     | 林口里 | 林德里      | 林德里     | 林興里               |
| 林 口        | 水道町       | 林口里      | 林口里     | 林口里     | 嘉禾里     | 嘉禾里     | 嘉禾里 | 嘉禾里      | 嘉禾里     | 富水里               |
| 林 口        | 水道町       | 水源里      | 水源里     | 健軍里     | 健軍里     | 健軍里     | 健軍里 | 健軍里      | 富水里     | 富水里               |
| 林 口        | 水道町       | 水源里      | 水源里     | 水源里     | 水源里     | 富水里     | 富水里 | 富水里      | 富水里     | 水源里               |
| 林 口        | 水道町       | 水源里      | 水源里     | 水源里     | 水源里     | 水源里     | 水源里 | 水源里      | 水源里     | 水源里               |
| 林 口        | 水道町       | 水源里      | 水源里     | 文盛里     | 文盛里     | 文盛里     | 文盛里 | 文盛里      | 文盛里     | 文盛里               |
| 頂 內 埔     | 富田町       | 富田里      | 富田里     | 富田里     | 富田里     | 富田里     | 富田里 | 富田里      | 富源里     | 學府里               |
| 頂 內 埔     | 富田町       | 富田里      | 富田里     | 富田里     | 富田里     | 富田里     | 富田里 | 富源里      | 富源里     | 學府里               |
| 頂 內 埔     | 富田町       | 農場里      | 農場里     | 農場里     | 農場里     | 農場里     | 農場里 | 農場里      | 農場里     | 學府里               |
| 總計         | 11町         | 34里        | 38里       | 49里       | 51里       | 58里       | 60里   | 68里        | 54里       | 31里                 |

註：里名後方標示「*」者，表示僅為該里之一部分。其中古亭里併入之古風、古莊2里為原大安區既有里別。

## 教育與醫療機構

### 大專院校
- 台灣大學
- 台灣師範大學

### 高中職
- 臺北市立建國高級中學

### 醫療機構
- 郵政醫院（页面存档备份，存于）
- 婦幼醫院（页面存档备份，存于）
- 和平醫院
- 三軍總醫院

## 著名景點
- 青年公園
- 台北植物園
- 國立歷史博物館
- 兒童交通博物館
- 劉真校長故居
- 原臺灣軍司令官官邸

## 政府機關
- 中華民國中央銀行
- 中華民國財政部
- 中華民國經濟部
- 行政院農業委員會
- 台灣菸酒公賣局
- 勞工保險局

## 外部連結
- 臺北市文獻委員會館藏民國49年臺北市區圖(古亭區)（页面存档备份，存于）